# Zachary Hietala
Pour les articles homonymes, voir Hietala.
Zachary Hietala (né le 10 août 1962, à Tervo) est un musicien finlandais.

## Biographie
Zachary Hietala est le guitariste du groupe Tarot qu'il a formé avec son frère Marco Hietala. 
Sakari Hietala vit à Kuopio et travaille professeur de musique pour les élèves de neuvième et dixième,,.